# Grandma's House
Grandma's House is een Britse sitcom die sinds augustus 2010 op BBC 2 wordt uitgezonden. De serie wordt geschreven door Simon Amstell en Dan Swimer. Amstell is ook vertolker van de hoofdpersoon, een fictieve versie van hemzelf. Bij aanvang van de serie is Amstell, net als in werkelijkheid, net gestopt met het presenteren van een tv-programma (Never Mind the Buzzcocks). Terwijl hij probeert zijn (professionele) leven een nieuwe invulling te geven ontmoet hij in elke aflevering zijn familie in het huis van zijn grootouders, waar altijd weer blijkt dat iedereen zo zijn of haar eigen sores heeft.

## Cast / Personages
Simon is een fictieve versie van hoofdrolspeler Simon Amstell. Hij is gestopt met het presenteren van een televisieprogramma (Never Mind the Buzzcocks) en probeert voor zijn leven een nieuwe zingeving te vinden.
Tanya (Rebecca Front) is Simons moeder. Ze heeft een relatie met Clive (James Smith), aan wie Simon een gruwelijke hekel heeft. 
Linda Bassett en Geoffrey Hutchings spelen Grandma en Grandpa (Bernie). Grandma wil vooral dat iedereen het naar zijn/haar zin heeft; Grandpa doet over het algemeen of hij gek is en houdt wijselijk zijn mond, of maakt (foute) grappen. 
Liz (Samantha Spiro) is Simons tante, die vaak ook haar zoon Adam (Jamal Hadjkura) meesleept naar het huis van zijn grootouders. Tussen Liz en Simon botert het al helemaal niet, en Adam is nogal een etter die constant in de problemen zit op school.